# Vernazzano
Vernazzano è una frazione del comune di Tuoro sul Trasimeno (PG).
Il paese si trova lungo la strada statale 75 bis del Trasimeno, a tre km da Tuoro in direzione di Passignano sul Trasimeno. È costituito da una parte in pianura (275 m s.l.m.), Vernazzano Basso, che conta 230 abitanti (dati Istat, 2001), e da Vernazzano Alto, che si trova sui colli settentrionali del lago Trasimeno, proseguendo lungo la profonda valle del torrente Rio e del suo affluente Tegone. Esso è noto per la caratteristica torre pendente chiamata Torre Torta.

## Storia
Nella zona pianeggiante si attestò la fanteria leggera dell'esercito di Annibale, durante la battaglia del Trasimeno del 217 a.C.
La località viene nominata per la prima volta nel testamento del marchese Enrico III dei Marchiones, scritto nel castello di Pierle nel 1098, che lo donava ai benedettini.
Il castello di Vernazzano si trova sulla sommità di uno sperone roccioso (430 m s.l.m.): costruito intorno all'XI secolo, era dunque proprietà del monastero di Santa Rita di Petroia, appartenente alla diocesi di Città di Castello. Solo nel 1202 l'abate lo donò al Comune di Perugia.
Nel 1383 venne occupato dalla famiglia dei Michelotti, e i perugini dovettero riscattarlo per riaverlo, data la sua inespugnabilità.
Il castello si trovava lungo la strada collinare che congiungeva Perugia a Cortona. Nel XIV secolo le sue difese vennero ristrutturate e migliorate: tra queste annoveriamo la famosa torre di guardia.
Nel XV secolo vi aveva delle proprietà la potente famiglia dei degli Oddi, che deteneva vari possedimenti sul Trasimeno (a Passignano, Montalera, Castiglione del Lago e altrove) e nel Chiugi, dove aveva la contea di Laviano.
Nel 1527 viene descritto, nella Trasimenide di Matteo dall'Isola Maggiore, come oramai in declino e pressoché spopolato.
Nel 1750 un terremoto e alcune frane danneggiarono pesantemente la chiesa e le case nonché il terreno di supporto, dando la caratteristica inclinazione alla torre di guardia, tuttora esistente e pendente: il castello si spopolò definitivamente e venne costituito un nuovo agglomerato di case leggermente più in basso (Santa Lucia, 393 m s.l.m.), ad est del torrente Rio.
Durante il XX secolo, infine, la maggior parte degli abitanti si spostò in pianura, lungo la strada statale.
Nel giugno 1944, un reparto tedesco di stanza a Vernazzano si rese colpevole di saccheggi e uccisioni ai danni della popolazione di Isola Maggiore.

## Economia e manifestazioni
La vicinanza del lago ha favorito lo sviluppo di attività imprenditoriali legate al turismo.
A Vernazzano Basso si trova un locale dedicato alla musica blues, molto noto in tutta l'Umbria.

## Monumenti e luoghi d'interesse

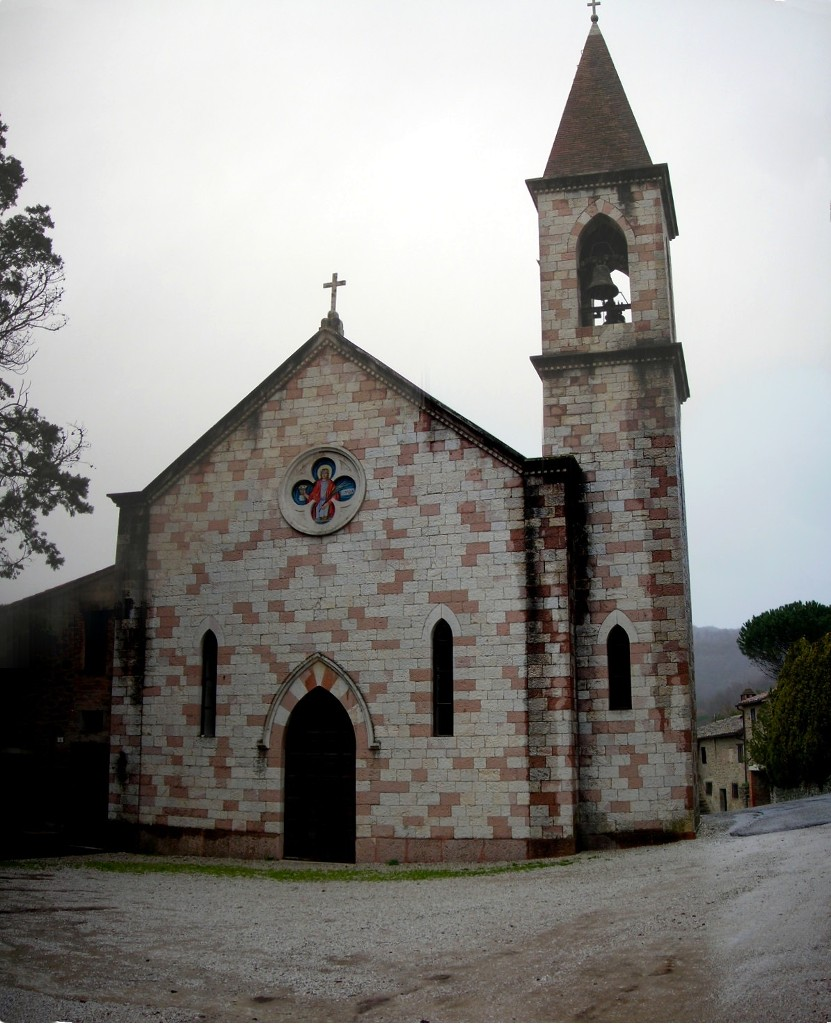
Facciata della chiesa di San Michele Arcangelo.

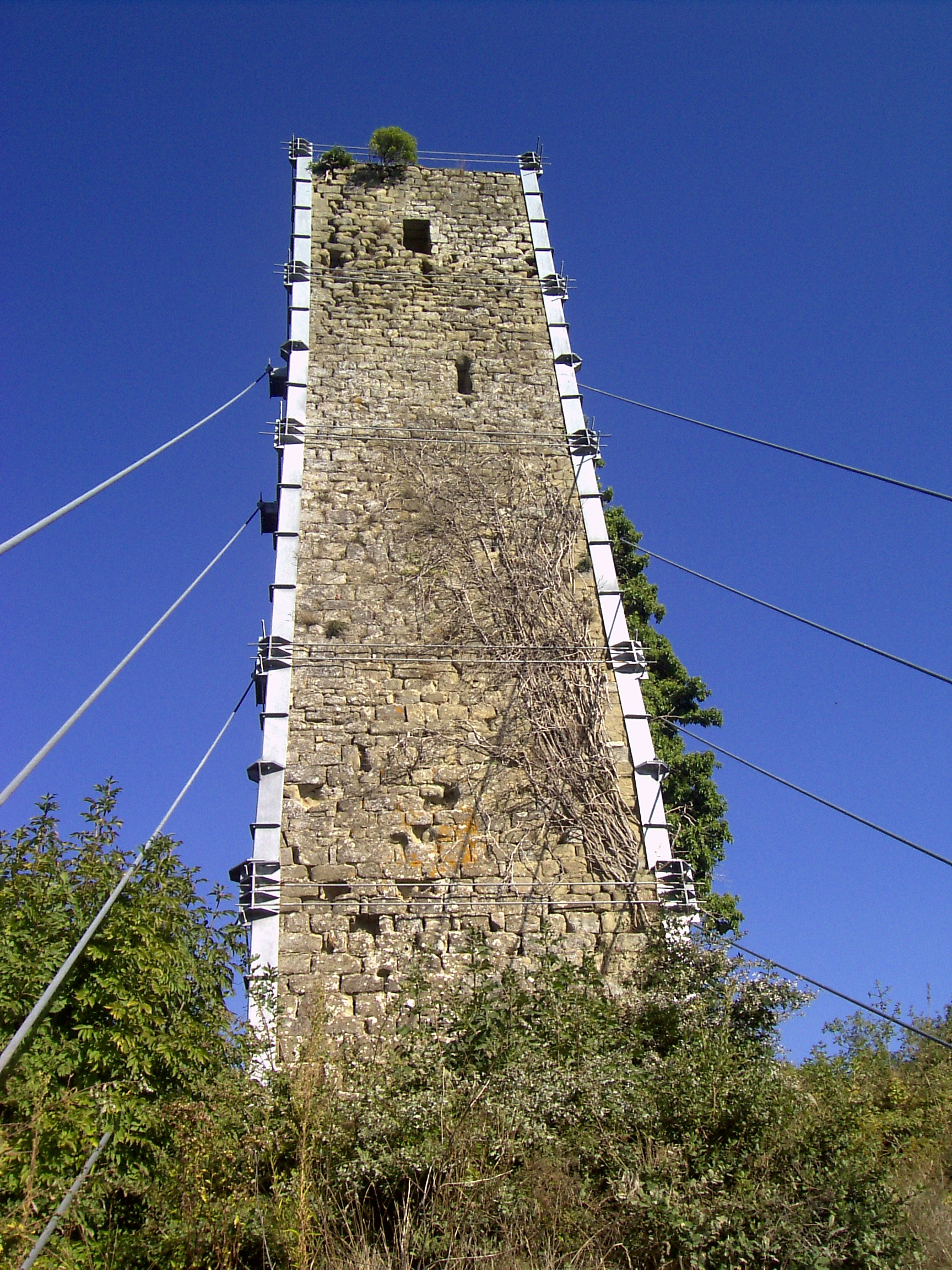
Un'altra vista della torre pendente

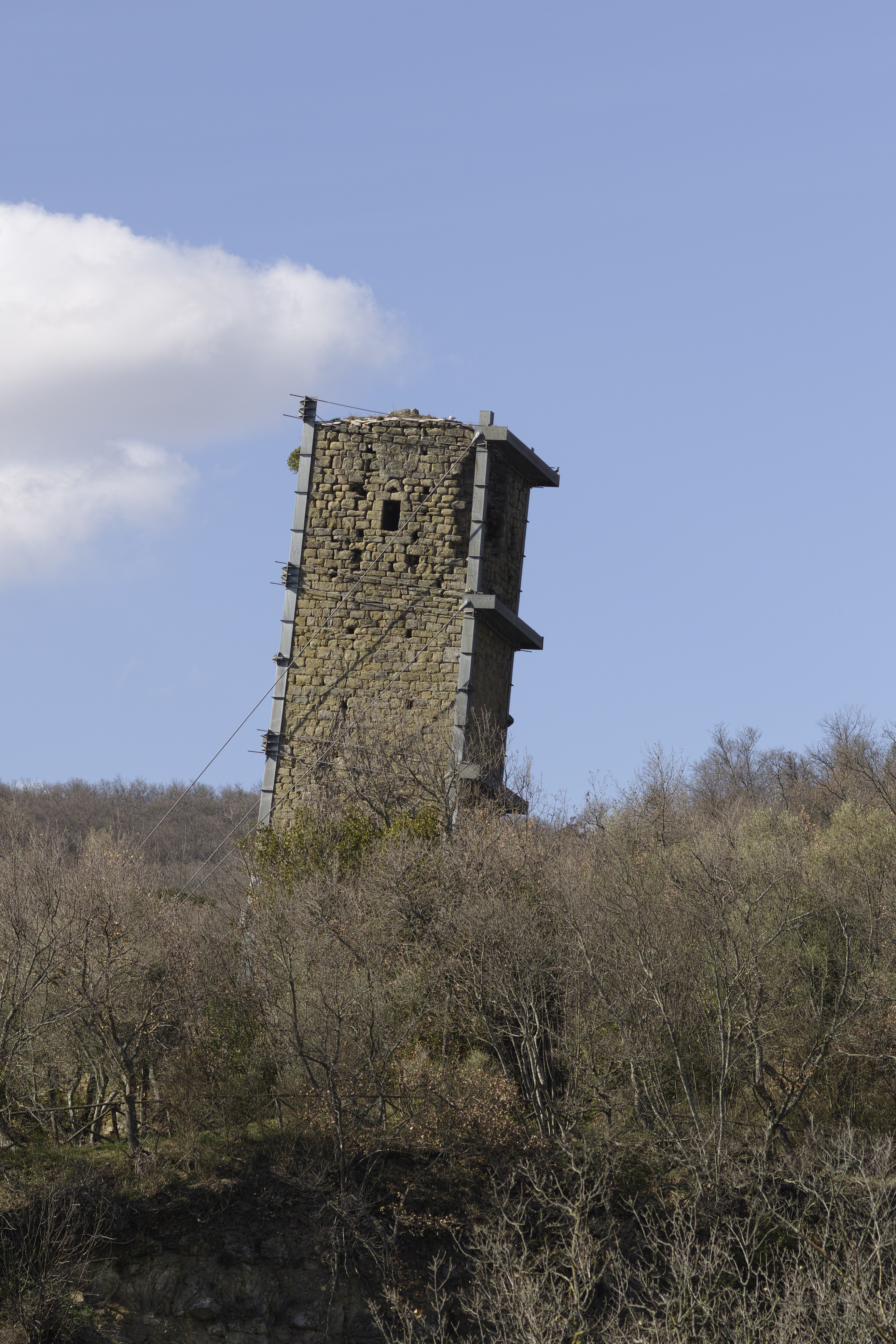
La torre vista dal sentiero che si percorre per raggiungerla

- Torre Torta del Castello (la pendenza è ben maggiore di quella della Torre di Pisa): la sua caduta è frenata da una struttura metallica di sostegno assicurata al terreno tramite tiranti;
- Chiesa di S. Lucia, contenente un dipinto di Anton Maria Garbi (1769) che ritrae l'originario castello di Vernazzano;
- Chiesa di S. Maria delle Trosce, fuori le mura del castello, conteneva due affreschi da riferire ai primi anni del Cinquecento, opera di due autori locali, traduttori in forma corsiva e popolare del linguaggio dei più noti maestri del tempo: il Perugino e il Pinturicchio.[1]